# Народно читалище „Светлина – 1927“
Вижте пояснителната страница за други значения на Народно читалище „Светлина“.
Народно читалище „Светлина – 1927“ е читалище в село Правище, община Съединение, област Пловдив.

## История
Читалището е създадено през 1927 г. по инициатива на поп Атанас. Първите му членове са Петър Шилев, Иван Черкезов и Тоте Клинков. Сбирките се провеждат в старото училище под ръководството на учителя Желязко Стоилов. По-късно е преместено в къщата на Иван Минков Цочев. Обзаведена е библиотека и е закупен един радиоапарат.
В периода 1950 – 1958 г. читалищната библиотека наброява 110 тома литература. Книгите се съхраняват в една стая на старото училище, която е определена и за медицински пункт. През 1956 г. за библиотекар на доброволни начала е избран Атанас Петров. Тогава е взето решение, чрез средства от самооблагането и безплатен доброволен труд от хората да се построи нова читалищна сграда. Основите ѝ са положени през 1957 г. Библиотечният книжен фонд нараства до 1064 тома. На 24 май 1962 г. тържествено е открита новата читалищна сграда. Назначен е щатен библиотекар. Средногодишният брой на читателите достига 350 души и се раздават около 6000 тома книги. От ТПК в село Голямо Конаре за закупени маси и столове и 7 стилажа за библиотеката. При Читалището са създадени самодеен хор и театрална трупа.

## Обичаи, запазени от читалището
Отбелязват се мъжкият зимен обичай Сурвакари и пролетният обичай Лазаруване. Групата „Лазарки“ участва в Десетия национален събор – „Копривщица пее“ през 2010 г. с представяне на народният обичай Лазаруване. Участват и на „Белинташфест“ 2011 г.
В читалището се организират и празнуват Бабинден, Осми март, Ден на Християнското семейство, Дядо Коледа, Първи юни.